# Gasparo Ferri
Gasparo Ferri (* vor 1664; † 1717 in Celle oder Venedig) war ein italienischer Gartenbaumeister und Landschaftsarchitekt.

## Leben
Der aus italienischer Familie stammende Gasparo Ferri gestaltete ab 1664 beziehungsweise ab 1673 oder ab dem 15. Februar 1674 in Celle im Dienst von Herzog Georg Wilhelm im Zeitraum von mehr als einem Viertel Jahrhundert bis hinein in sein Todesjahr 1717 den Italienischen Garten um. Ihm zur Seite stand zeitweilig der Gartengehilfe Lorenzo Ferri, Bruder von Gasparo. Während Gasparo Ferri Anfangs 200, später 293 Thaler Gehalt bezog, erhielt Lorenzo 130 Thaler Besoldung. Allerdings ging Lorenzo Ferri etwa gegen Ende des 17. Jahrhunderts wieder nach Italien zurück.
Parallel zu seinen Arbeiten am Italienischen Garten legte Gasparo Ferri auch den herzoglichen Weingarten in Celle an.
Ferris bevorzugte Tätigkeit war jedoch die Zucht von aus Venedig bezogenen Melonen, Spargel und Blumen, ab 1693 auch die Kultivierung von Obstbäumen im Italienischen Garten, laut RWLE Möller in einem „zum Garten hinzugenommenen Sumpf, der zugeschüttet wurde“.
Nachdem Ferri auch den Französischen Garten mitverwaltet hatte, trat nach Ferris Tod 1717 Johann Buchten dessen Nachfolge an.
Laut einer Notiz im katholischen Kirchenbuch wurde der 1717 verstorbene Gasparo Ferri in Celle beerdigt.